# Danmarksserien 2012
La Danmarksserien 2012 è la 21ª edizione del campionato di football a 9, organizzato dalla DAFF.
I Triangle Razorbacks II e i Lolland Wild Dogs/Stege Pittbulls si sono ritirati, perdendo quindi tutti gli incontri 50-0 a tavolino.

## Squadre partecipanti
| Club                               | Città             | Stadio | Sponsor ufficiale | Risultato nella stagione 2011 |
| ---------------------------------- | ----------------- | ------ | ----------------- | ----------------------------- |
| AaB 89ers II                       | Aalborg           |        |                   |                               |
| Aarhus Tigers II                   | Aarhus            |        |                   |                               |
| Amager Demons II                   | Tårnby            |        |                   |                               |
| Herlev Rebels II                   | Herlev            |        |                   |                               |
| Holstebro Dragons                  | Holstebro         |        |                   |                               |
| Kalundborg Mustangs                | Kalundborg        |        |                   |                               |
| Køge Marines                       | Køge              |        |                   |                               |
| Kolding Guardians                  | Kolding           |        |                   |                               |
| Lolland Wild Dogs/ Stege Pittbulls | Vordingborg/Stege |        |                   |                               |
| Næstved Vikings                    | Næstved           |        |                   |                               |
| Odense Swans II                    | Odense            |        |                   |                               |
| Odense Thrashers                   | Odense            |        |                   |                               |
| Silkeborg Phoenix                  | Silkeborg         |        |                   |                               |
| Skanderborg Mad Dashers            | Skanderborg       |        |                   |                               |
| Skjern Trojans                     | Ringkøbing-Skjern |        |                   |                               |
| Slagelse Wolfpack                  | Slagelse          |        |                   |                               |
| Thisted Brewers                    | Thisted           |        |                   |                               |
| Tisvilde Bulls                     | Tisvilde          |        |                   |                               |
| Triangle Razorbacks II             | Vejle             |        |                   |                               |
| Viborg Bullets/ Skive Gators       | Viborg/Skive      |        |                   |                               |

## Stagione regolare

### Calendario

#### 1ª giornata
| Herlev 14 aprile 2012, ore 15:00 | Herlev Rebels II | 28 – 48 referto | Kalundborg Mustangs | Kildegårdsskolen |

| Viby J 14 aprile 2012, ore 15:00 | Skanderborg Mad Dashers | 0 – 55 referto | Aarhus Tigers II | Bøgeskov Idrætsanlæg |

| Ringkøbing-Skjern 14 aprile 2012, ore 15:00 | Skjern Trojans | 50 – 0 (a tavolino) referto | Odense Swans II | Stauning Skole |

| Kastrup 15 aprile 2012, ore 15:00 | Amager Demons II | 50 – 0 (a tavolino) referto | Lolland Wild Dogs/ Stege Pittbulls | Bag Amagerhallen |

| Vejle 15 aprile 2012, ore 15:00 | Triangle Razorbacks II | 0 – 50 (a tavolino) referto | Kolding Guardians | Kirkebakkehallen |

#### 2ª giornata
| Tisvilde 21 aprile 2012, ore 15:00 | Tisvilde Bulls | 22 – 2 referto | Slagelse Wolfpack | Idrætsanlægget i Tisvilde |

| Silkeborg 21 aprile 2012, ore 15:00 | Silkeborg Phoenix | 50 – 0 referto | Aarhus Tigers II | Silkeborg atletikstadion |

| Odense 21 aprile 2012, ore 15:00 | Odense Thrashers | 51 – 0 referto | Skanderborg Mad Dashers | Bolbroparken |

| Køge 22 aprile 2012, ore 15:00 | Køge Marines | 20 – 28 referto | Næstved Vikings | Rishøjhallen |

| Holstebro 22 aprile 2012, ore 15:00 | Holstebro Dragons | 53 – 0 referto | Thisted Brewers | Idrætscenter Vest |

| Viborg 22 aprile 2012, ore 15:00 | Viborg Bullets /Skive Gators | 32 – 34 referto | AaB 89ers II | Vestervang Skole |

#### 3ª giornata
| Tisvilde 28 aprile 2012, ore 15:00 | Tisvilde Bulls | 18 – 48 referto | Næstved Vikings | Idrætsanlægget i Tisvilde |

| Thisted 28 aprile 2012, ore 14:00 | Thisted Brewers | 50 – 0 (a tavolino) referto | Triangle Razorbacks II | Østre Skole |

| Stege 29 aprile 2012, ore 15:00 | Lolland Wild Dogs /Stege Pittbulls | 0 – 50 (a tavolino) referto | Slagelse Wolfpack | Møn Friskole |

| Kalundborg 29 aprile 2012, ore 15:00 | Kalundborg Mustangs | 0 – 50 referto | Køge Marines | Rynkevangsskolens boldbane |

| Skive 29 aprile 2012, ore 15:00 | Viborg Bullets /Skive Gators | 42 – 26 referto | Skjern Trojans | Resen Skole |

| Kolding 29 aprile 2012, ore 15:00 | Kolding Guardians | 55 – 0 referto | AaB 89ers II | Bakkeskolen |

#### 4ª giornata
| Kastrup 4 maggio 2012, ore 11:00 | Amager Demons II | 40 – 0 referto | Herlev Rebels II | Bag Amagerhallen |

| Holstebro 4 maggio 2012, ore 15:00 | Holstebro Dragons | 38 – 13 referto | Odense Thrashers | Idrætscenter Vest |

| Næstved 5 maggio 2012, ore 15:00 | Næstved Vikings | 58 – 8 referto | Køge Marines | H.G. Idrætsanlæg |

| Skanderborg 5 maggio 2012, ore 15:00 | Skanderborg Mad Dashers | 0 – 50 referto | Silkeborg Phoenix | Mad Dashers Field |

#### 5ª giornata
| Herlev 12 maggio 2012, ore 15:00 | Herlev Rebels II | 20 – 44 referto | Tisvilde Bulls | Kildegårdsskolen |

| Aalborg 12 maggio 2012, ore 15:00 | AaB 89ers II | 42 – 34 referto | Skjern Trojans | AaB's anlæg |

| Thisted 12 maggio 2012, ore 15:00 | Thisted Brewers | 6 – 27 referto | Kolding Guardians | Østre Skole |

| Slagelse 13 maggio 2012, ore 15:00 | Slagelse Wolfpack | 0 – 50 (a tavolino) referto | Kalundborg Mustangs | Bag Slagelse Svømmehal |

| Næstved 13 maggio 2012, ore 15:00 | Næstved Vikings | 42 – 0 referto | Amager Demons II | H.G. Idrætsanlæg |

| Holstebro 13 maggio 2012, ore 15:00 | Holstebro Dragons | 33 – 6 referto | Odense Swans II | Idrætscenter Vest |

#### 6ª giornata
| Stege 19 maggio 2012, ore 15:00 | Lolland Wild Dogs /Stege Pittbulls | 0 – 50 (a tavolino) referto | Køge Marines | Møn Friskole |

| Kalundborg 19 maggio 2012, ore 15:00 | Kalundborg Mustangs | 0 – 34 referto | Amager Demons II | Rynkevangsskolens boldbane |

| Vejle 19 maggio 2012, ore 15:00 | Triangle Razorbacks II | 0 – 50 (a tavolino) referto | Skanderborg Mad Dashers | Kirkebakkehallen |

| Odense 19 maggio 2012, ore 15:00 | Odense Thrashers | 50 – 0 referto | Thisted Brewers | Bolbroparken |

| Slagelse 20 maggio 2012, ore 14:00 | Slagelse Wolfpack | 38 – 26 referto | Tisvilde Bulls | Bag Slagelse Svømmehal |

| Silkeborg 20 maggio 2012, ore 15:00 | Silkeborg Phoenix | 50 – 0 (a tavolino) referto | AaB 89ers II | Silkeborg atletikstadion |

| Kolding 20 maggio 2012, ore 15:00 | Kolding Guardians | 42 – 8 referto | Holstebro Dragons | Bakkeskolen |

#### 7ª giornata
| Slagelse 26 maggio 2012, ore 15:00 | Slagelse Wolfpack | 36 – 6 referto | Herlev Rebels II | Bag Slagelse Svømmehal |

| Kastrup 26 maggio 2012, ore 15:00 | Amager Demons II | 10 – 46 referto | Tisvilde Bulls | Bag Amagerhallen |

| Kolding 26 maggio 2012, ore 15:00 | Kolding Guardians | 50 – 0 referto | Skanderborg Mad Dashers | Bakkeskolen |

| Thisted 27 maggio 2012, ore 15:00 | Thisted Brewers | 6 – 32 referto | Viborg Bullets/ Skive Gators | Østre Skole |

| Viby J 28 maggio 2012, ore 11:00 | Aarhus Tigers II | 16 – 14 referto | Skjern Trojans | Bøgeskov Idrætsanlæg |

| Stege 28 maggio 2012, ore 15:00 | Lolland Wild Dogs /Stege Pittbulls | 0 – 50 (a tavolino) referto | Næstved Vikings | Møn Friskole |

| Holstebro 28 maggio 2012, ore 15:00 | Holstebro Dragons | 50 – 0 (a tavolino) referto | Triangle Razorbacks II | Idrætscenter Vest |

#### 8ª giornata
| Vejle 2 giugno 2012, ore 11:00 | Triangle Razorbacks II | 0 – 50 (a tavolino) referto | Silkeborg Phoenix | Kirkebakkehallen |

| Køge 2 giugno 2012, ore 15:00 | Køge Marines | 54 – 0 referto | Herlev Rebels II | Rishøjhallen |

| Tisvilde 3 giugno 2012, ore 15:00 | Tisvilde Bulls | 28 – 0 referto | Kalundborg Mustangs | Idrætsanlægget i Tisvilde |

| Odense 3 giugno 2012, ore 15:00 | Odense Swans II | 0 – 51 referto | Kolding Guardians | Hjalleseskolen |

#### 9ª giornata
| Kalundborg 9 giugno 2012, ore 15:00 | Kalundborg Mustangs | 0 – 34 referto | Slagelse Wolfpack | Rynkevangsskolens boldbane |

| Viby J 9 giugno 2012, ore 15:00 | Aarhus Tigers II | 16 – 20 referto | Odense Thrashers | Bøgeskov Idrætsanlæg |

| Herlev 10 giugno 2012, ore 15:00 | Herlev Rebels II | 50 – 0 (a tavolino) referto | Lolland Wild Dogs/ Stege Pittbulls | Kildegårdsskolen |

| Aalborg 10 giugno 2012, ore 15:00 | AaB 89ers II | 6 – 25 referto | Holstebro Dragons | AaB's anlæg |

| Silkeborg 10 giugno 2012, ore 15:00 | Silkeborg Phoenix | 60 – 6 referto | Skjern Trojans | Silkeborg atletikstadion |

#### 10ª giornata
| Køge 16 giugno 2012, ore 15:00 | Køge Marines | 28 – 24 referto | Amager Demons II | Rishøjhallen |

| Næstved 16 giugno 2012, ore 15:00 | Næstved Vikings | 50 – 0 (a tavolino) referto | Lolland Wild Dogs/ Stege Pittbulls | H.G. Idrætsanlæg |

| Vejle 16 giugno 2012, ore 15:00 | Triangle Razorbacks II | 0 – 50 (a tavolino) referto | Viborg Bullets/ Skive Gators | Kirkebakkehallen |

| Kalundborg 17 giugno 2012, ore 15:00 | Kalundborg Mustangs | 22 – 20 referto | Tisvilde Bulls | Rynkevangsskolens boldbane |

| Odense 17 giugno 2012, ore 15:00 | Odense Swans II | 0 – 50 (a tavolino) referto | Odense Thrashers | Hjalleseskolen |

| Ringkøbing-Skjern 17 giugno 2012, ore 15:00 | Skjern Trojans | 16 – 6 referto | Kolding Guardians | Stauning Skole |

#### 11ª giornata
| Køge 23 giugno 2012, ore 15:00 | Køge Marines | 50 – 0 referto | Lolland Wild Dogs/ Stege Pittbulls | Rishøjhallen |

| Aalborg 23 giugno 2012, ore 15:00 | AaB 89ers II | 6 – 23 referto | Odense Thrashers | AaB's anlæg |

| Viby J 23 giugno 2012, ore 15:00 | Aarhus Tigers II | 53 – 0 referto | Odense Swans II | Bøgeskov Idrætsanlæg |

| Ringkøbing-Skjern 23 giugno 2012, ore 15:00 | Skjern Trojans | 24 – 8 referto | Thisted Brewers | Stauning Skole |

| Kastrup 24 giugno 2012, ore 15:00 | Amager Demons II | 0 – 24 referto | Næstved Vikings | Bag Amagerhallen |

| Skanderborg 24 giugno 2012, ore 15:00 | Skanderborg Mad Dashers | 0 – 52 referto | Holstebro Dragons | Mad Dashers Field |

| Skive 24 giugno 2012, ore 15:00 | Viborg Bullets /Skive Gators | 12 – 45 referto | Silkeborg Phoenix | Resen Skole |

#### 12ª giornata
| Odense 30 giugno 2012, ore 15:00 | Odense Swans II | 50 – 0 (a tavolino) referto | Triangle Razorbacks II | Hjalleseskolen |

| Odense 30 giugno 2012, ore 15:00 | Odense Thrashers | 50 – 0 (a tavolino) referto | Viborg Bullets/ Skive Gators | Bolbroparken |

| Aalborg 1º luglio 2012, ore 15:00 | AaB 89ers II | 0 – 52 referto | Aarhus Tigers II | AaB's anlæg |

#### 13ª giornata
| Herlev 5 agosto 2012, ore 15:00 | Herlev Rebels II | 0 – 50 referto | Slagelse Wolfpack | Kildegårdsskolen |

| Silkeborg 5 agosto 2012, ore 15:00 | Silkeborg Phoenix | 62 – 12 referto | Odense Swans II | Silkeborg atletikstadion |

#### 14ª giornata
| Stege 11 agosto 2012, ore 15:00 | Lolland Wild Dogs /Stege Pittbulls | 0 – 50 (a tavolino) referto | Amager Demons II | Møn Friskole |

| Skive 11 agosto 2012, ore 15:00 | Skanderborg Mad Dashers | 6 – 52 referto | Viborg Bullets/ Skive Gators | Resen Skole |

| Tisvilde 12 agosto 2012, ore 15:00 | Tisvilde Bulls | 14 – 0 referto | Herlev Rebels II | Idrætsanlægget i Tisvilde |

| Thisted 12 agosto 2012, ore 15:00 | Thisted Brewers | 6 – 49 referto | Silkeborg Phoenix | Østre Skole |

#### 15ª giornata
| Vinderup 18 agosto 2012, ore 14:00 | Holstebro Dragons | 24 – 18 referto | Aarhus Tigers II | Herrup Stadion |

| Slagelse 18 agosto 2012, ore 15:00 | Slagelse Wolfpack | 25 – 6 referto | Amager Demons II | Bag Slagelse Svømmehal |

| Ringkøbing-Skjern 18 agosto 2012, ore 15:00 | Skjern Trojans | 0 – 24 referto | Odense Thrashers | Stauning Skole |

| Aalborg 19 agosto 2012, ore 13:00 | AaB 89ers II | 26 – 68 referto | Thisted Brewers | AaB's anlæg |

| Kalundborg 19 agosto 2012, ore 15:00 | Kalundborg Mustangs | 40 – 24 referto | Herlev Rebels II | Rynkevangsskolens boldbane |

| Skive 19 agosto 2012, ore 15:00 | Viborg Bullets /Skive Gators | 44 – 14 referto | Odense Swans II | Resen Skole |

#### 16ª giornata
| Køge 25 agosto 2012, ore 15:00 | Køge Marines | 50 – 0 referto | Tisvilde Bulls | Rishøjhallen |

| Odense 25 agosto 2012, ore 15:00 | Odense Thrashers | 50 – 0 (a tavolino) referto | Triangle Razorbacks II | Bolbroparken |

| Viborg 25 agosto 2012, ore 15:00 | Viborg Bullets /Skive Gators | 8 – 38 referto | Aarhus Tigers II | Viborg Katedralskole |

| Næstved 26 agosto 2012, ore 15:00 | Næstved Vikings | 38 – 6 referto | Slagelse Wolfpack | H.G. Idrætsanlæg |

| Ringkøbing-Skjern 26 agosto 2012, ore 15:00 | Skjern Trojans | 12 – 6 referto | Holstebro Dragons | Stauning Skole |

| Kolding 26 agosto 2012, ore 15:00 | Kolding Guardians | 50 – 0 (a tavolino) referto | Silkeborg Phoenix | Bakkeskolen |

#### 17ª giornata
| Herlev 1º settembre 2012, ore 15:00 | Herlev Rebels II | 6 – 34 referto | Næstved Vikings | Kildegårdsskolen |

| Kastrup 1º settembre 2012, ore 15:00 | Amager Demons II | 14 – 6 referto | Køge Marines | Bag Amagerhallen |

| Stege 1º settembre 2012, ore 15:00 | Lolland Wild Dogs /Stege Pittbulls | 0 – 50 (a tavolino) referto | Amager Demons II | Møn Friskole |

| Silkeborg 1º settembre 2012, ore 15:00 | Silkeborg Phoenix | 37 – 22 referto | Holstebro Dragons | Silkeborg atletikstadion |

| Skanderborg 1º settembre 2012, ore 15:00 | Skanderborg Mad Dashers | 6 – 56 referto | Skjern Trojans | Mad Dashers Field |

| Viby J 2 settembre 2012, ore 15:00 | Aarhus Tigers II | 50 – 0 (a tavolino) referto | Triangle Razorbacks II | Bøgeskov Idrætsanlæg |

| Kolding 2 settembre 2012, ore 15:00 | Kolding Guardians | 20 – 14 referto | Viborg Bullets/ Skive Gators | Bakkeskolen |

| Odense 2 settembre 2012, ore 15:00 | Odense Swans | 50 – 0 (a tavolino) referto | AaB 89ers II | Hjalleseskolen |

#### 18ª giornata
| Viby J 8 settembre 2012 | Aarhus Tigers II | 50 – 0 (a tavolino) referto | Thisted Brewers | Bøgeskov Idrætsanlæg |

| Tisvilde 8 settembre 2012, ore 15:00 | Tisvilde Bulls | 50 – 0 (a tavolino) referto | Lolland Wild Dogs/ Stege Pittbulls | Idrætsanlægget i Tisvilde |

| Slagelse 8 settembre 2012, ore 15:00 | Slagelse Wolfpack | 0 – 38 referto | Køge Marines | Bag Slagelse Svømmehal |

| Odense 8 settembre 2012, ore 15:00 | Odense Swans II | 0 – 32 referto | Skanderborg Mad Dashers | Hjalleseskolen |

| Næstved 9 settembre 2012, ore 15:00 | Næstved Vikings | 56 – 6 referto | Kalundborg Mustangs | H.G. Idrætsanlæg |

| Vejle 9 settembre 2012, ore 15:00 | Triangle Razorbacks II | 0 – 50 (a tavolino) referto | AaB 89ers II | Kirkebakkehallen |

| Odense 9 settembre 2012, ore 15:00 | Odense Thrashers | 39 – 18 referto | Kolding Guardians | Bolbroparken |

### Classifiche
Le classifiche della regular season sono le seguenti:
- PCT = percentuale di vittorie, G = partite giocate, V = partite vinte,  P = partite perse, PF = punti fatti, PS = punti subiti

#### Vest
| Pos. | Squadra                      | PCT  | G  | V | N | P  | PF  | PS  |
| ---- | ---------------------------- | ---- | -- | - | - | -- | --- | --- |
| 1    | Silkeborg Phoenix            | .900 | 10 | 9 | 0 | 1  | 453 | 108 |
| 2    | Odense Thrashers             | .900 | 10 | 9 | 0 | 1  | 370 | 78  |
| 3    | Kolding Guardians            | .800 | 10 | 8 | 0 | 2  | 369 | 83  |
| 4    | Holstebro Dragons            | .700 | 10 | 7 | 0 | 3  | 311 | 134 |
| 5    | Aarhus Tigers II             | .700 | 10 | 7 | 0 | 3  | 348 | 116 |
| 6    | Viborg Bullets/ Skive Gators | .500 | 10 | 5 | 0 | 5  | 286 | 239 |
| 7    | Skjern Trojans               | .500 | 10 | 5 | 0 | 5  | 238 | 210 |
| 8    | Thisted Brewers              | .300 | 10 | 3 | 0 | 7  | 198 | 311 |
| 9    | AaB 89ers II                 | .300 | 10 | 3 | 0 | 7  | 164 | 389 |
| 10   | Skanderborg Mad Dashers      | .200 | 10 | 2 | 0 | 8  | 94  | 420 |
| 11   | Odense Swans II              | .200 | 10 | 2 | 0 | 8  | 132 | 375 |
| 12   | Triangle Razorbacks II       | .000 | 10 | 0 | 0 | 10 | 0   | 500 |

#### Øst
| Pos. | Squadra                            | PCT   | G  | V  | N | P  | PF  | PS  |
| ---- | ---------------------------------- | ----- | -- | -- | - | -- | --- | --- |
| 1    | Næstved Vikings                    | 1.000 | 10 | 10 | 0 | 0  | 428 | 64  |
| 2    | Køge Marines                       | .700  | 10 | 7  | 0 | 3  | 354 | 124 |
| 3    | Slagelse Wolfpack                  | .600  | 10 | 6  | 0 | 4  | 241 | 186 |
| 4    | Tisvilde Bulls                     | .600  | 10 | 6  | 0 | 4  | 268 | 190 |
| 5    | Amager Demons II                   | .500  | 10 | 5  | 0 | 5  | 228 | 171 |
| 6    | Kalundborg Mustangs                | .500  | 10 | 5  | 0 | 5  | 216 | 274 |
| 7    | Herlev Rebels II                   | .100  | 10 | 1  | 0 | 9  | 134 | 360 |
| 8    | Lolland Wild Dogs/ Stege Pittbulls | .000  | 10 | 0  | 0 | 10 | 0   | 500 |

## Playoff

### Tabellone
|  | Wild Card | Wild Card         | Wild Card         |                   |                 | Semifinali      | Semifinali      | Semifinali |  |  | XXI Elming Bowl | XXI Elming Bowl | XXI Elming Bowl |  |
|  |           |                   |                   |                   |                 |                 |                 |            |  |  |                 |                 |                 |  |
|  |           |                   |                   |                   |                 | 1Ø              | Næstved Vikings | 16         |  |  |                 |                 |                 |  |
|  |           |                   |                   |                   |                 | 1Ø              | Næstved Vikings | 16         |  |  |                 |                 |                 |  |
|  |           |                   |                   | Slagelse Wolfpack | 15              |                 |                 |            |  |  |                 |                 |                 |  |
|  | 2V        | Odense Thrashers  | 33                | Slagelse Wolfpack | 15              |                 |                 |            |  |  |                 |                 |                 |  |
|  | 2V        | Odense Thrashers  | 33                |                   |                 |                 |                 |            |  |  |                 |                 |                 |  |
|  | 3Ø        | Slagelse Wolfpack | 35                |                   |                 |                 |                 |            |  |  |                 |                 |                 |  |
|  | 3Ø        | Slagelse Wolfpack | 35                |                   | Næstved Vikings | Næstved Vikings | 36              |            |  |  |                 |                 |                 |  |
|  |           |                   |                   |                   |                 |                 |                 |            |  |  |                 |                 |                 |  |
|  |           |                   | Køge Marines      | Køge Marines      | 58              |                 |                 |            |  |  |                 |                 |                 |  |
|  |           |                   |                   | Køge Marines      | 58              |                 |                 |            |  |  |                 |                 |                 |  |
|  |           |                   |                   |                   |                 |                 |                 |            |  |  |                 |                 |                 |  |
|  |           |                   |                   |                   |                 |                 |                 |            |  |  |                 |                 |                 |  |
|  |           | 1V                | Silkeborg Phoenix | 18                |                 |                 |                 |            |  |  |                 |                 |                 |  |
|  |           |                   |                   | 18                |                 |                 |                 |            |  |  |                 |                 |                 |  |
|  |           |                   |                   | Køge Marines      | 34              |                 |                 |            |  |  |                 |                 |                 |  |
|  | 2Ø        | Køge Marines      | 50                | Køge Marines      | 34              |                 |                 |            |  |  |                 |                 |                 |  |
|  | 2Ø        | Køge Marines      | 50                |                   |                 |                 |                 |            |  |  |                 |                 |                 |  |
|  | 4V        | Holstebro Dragons | 0                 |                   |                 |                 |                 |            |  |  |                 |                 |                 |  |

### Wild Card
| Odense 15 settembre 2012, ore 15:00 | Odense Thrashers | 33 – 35 referto | Slagelse Wolfpack | Bolbroparken |

| Køge 16 settembre 2012, ore 15:00 | Køge Marines | 50 – 0 referto | Holstebro Dragons | Rishøjhallen |

### Semifinali
| Næstved 22 settembre 2012, ore 15:00 | Næstved Vikings | 16 – 15 referto | Slagelse Wolfpack | H.G. Idrætsanlæg |

| Silkeborg 22 settembre 2012, ore 15:00 | Silkeborg Phoenix | 18 – 34 referto | Køge Marines | Silkeborg atletikstadion |

### XXI Elming Bowl
| Kolding 29 settembre 2012, ore 18:00 | Næstved Vikings | 36 – 58 referto | Køge Marines | Kolding Stadium |

## Verdetti
- Køge Marines Vincitori dell'Elming Bowl 2012